# Căpitanul America
Captain America este un supererou fictiv care apare în cărțile de benzi desenate publicate de Marvel Comics. Personajul a apărut prima oară în Captain America Comics #1 (data de pe copertă martie 1941), și a fost creat de Joe Simon și Jack Kirby.
Captain America este alter ego-ul lui Steve Rogers și a fost conceput ca un supersoldat patriot, care lupta alături de forțele aliate împotriva Puterilor Axei. A fost primul caracter  din benzile desenate Marvel care a apărut în mass-media în afara benzilor desenate o dată cu lansarea serialului omonim, în anul 1944. De atunci, personajul a fost prezentat în alte filme și seriale de televiziune, mai recent, în Marvel Cinematic Universe (MCU), fiind  interpretat de Chris Evans în Captain America: The First Avenger, The Avengers, Căpitanul America: Război civil, Avengers: Age of Ultron, Thor: The Dark World și Captain America: The Winter Soldier.

## Origine

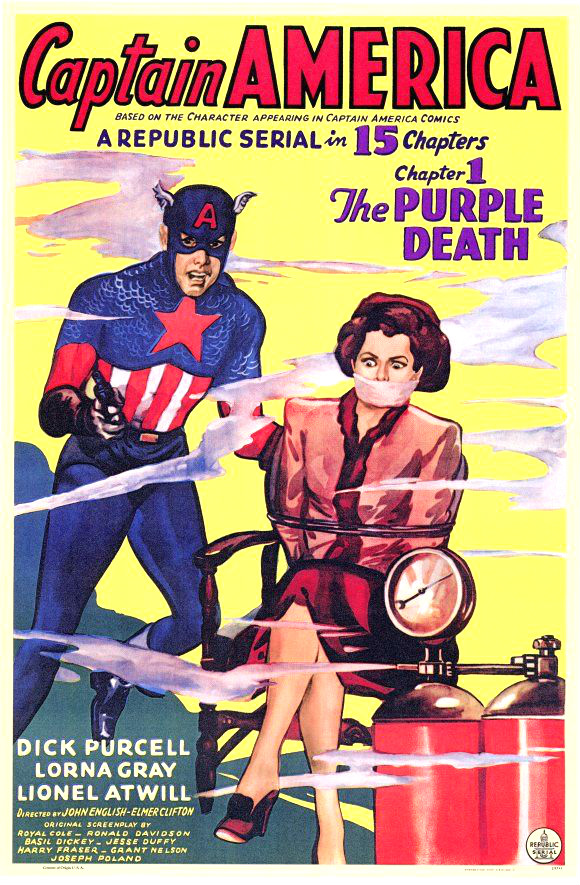
Prima reprezentare cinematica a lui Captan America, 1944

În 1940, Joe Simon și Jack Kirby l-au creat pe Steve Rogers, cel ce avea să devină Captain America. În viziunea lor, americanii aveau nevoie de un simbol care să-i reprezinte și să-i inspire:  un simplu om avea să devină un supersoldat menit să lupte pentru a apăra lumea liberă de forțele totalitare.
Steve Rogers s-a născut în anul 1920, în Manhattan, New York City, fiind fiul unor imigranți din Irlanda, Sarah și Joseph Rogers. În adolescență Steve își pierde ambii părinți, și înainte de izbucnirea războiului, era student la arte. În 1940, Steve a încercat să între în armata americană ca să lupte ca voluntar în Europa, dar a fost refuzat datorită fizicului său firav. 
Generalul de armată, Chester Phillips, l-a remarcat pentru curajul său și l-a recrutat ca subiect în proiectul Rebirth,în urma căruia  Rogers avea să devină un supersoldat. În urma expunerii la razele Vita-Ray,create de Dr. Josef Reinstein , acesta a căpătat un corp perfect, cu mai multă forță, putere, viteză, reflexe, durabilitate, regenerare, agilitate și inteligență sporită. Steve avea acum capacitatea să care obiecte grele  până la 500 de kg și putea alerga 1,6 km în doar 73 de secunde. A devenit antrenat să practice lupte de arte marțiale ca judo sau kickboxing, și s-a împrietenit cu un recrut pe nume Bucky Barnes în tabăra de instruire. Practic, Steve Rogers devenise  Captain America, o mașină perfectă de luptă împotriva naziștiilor. 

## Căpitanul America și Cel de Al Doilea Război Mondial
De-a lungul celui de-al doilea război mondial, Captain America și Bucky Barnes au luptat împotriva naziștilor în primul batalion din regimentul de infanterie 26 Blue Spaders. Cu câteva luni înainte de atacul de la Pearl Harbour, Captain America avea să-și facă apariția în benzile desenate în martie 1941.
Inamicul principal cu care se înfruntă Captain America era liderul Germaniei Naziste, Adolf Hitler, ajutat de savantul malefic Arnim Zola și Red Skull. După Atacul de la Pearl Harbour, numărul inamicilor ui Captain America a  crescut, fiind incluși și militarii japonezi. Stan Lee avea să contribuie la personajul eroului din numărul 3 al seriei-Captain America Foils the Traitor’s Revenge, în care Captain America își folosea scutul pentru prima dată ca pe un boomerang. 
În aprilie 1945, cu puțin timp înainte de încheierea celui de-al doilea Război Mondial în Europa, Captain America și Bucky au încercat să-l oprească pe Baronul Zemo care testa un avion dronă experimental . Bucky ar fi fost ucis de explozie, iar Rogers a fost aruncat în apele înghețate din Atlanticul de Nord.
Readucerea la viață a supereroului a fost necesară în anii 50’. Trupul său înghețat a fost descoperit în apele înghețate ale Atlanticului de Nord, bine conservat într-un ghețar. Datorită abilităților sale de a rezista temperaturilor extreme, Captain America și-a revenit, gata să înfrunte noi inamici.

### După Război
Seria de benzi desente a tratat subiecte ale războiului rece. În urma Scandalului Watergate, Captain America a început să se îndoiască de rolul său în apărarea Americii,devenind expatriat. Și-a reasumat însă rolul și identitatea americană, dar nu pentru a apăra guvernul american, ci pentru a apăra populația. A ajuns să se înfrunte cu corupția din armata și guvernul american, aflând că mulți naziști s-au infiltrat, punând bazele unei noi organizații malefice, HYDRA, care declanșa războaie precum cel din Vietnam, pentru a spori teama și panica populației și a justifica instaurarea noii ordini mondiale fasciste .

## Puteri și abilități

Scutul lui Captain America

Pe baza serului care l-a transformat în supersoldat, Captain America are o condiție fizică și mentală extraordinară,superioară celei unui atlet olimpic. De asemenea serul îi oferă putere, viteză, reflexe, durabilitate(obosește foarte greu),regenerare(se vindecă mult mai repede decât un om normal), agilitate și inteligență îmbunătățite.
Serul îi oferă capacitatea de cunoaștere a mai multor tipuri de arte marțiale, capacitatea de a fi rezistent la bolile obișnuite dar și la  hipnoză, precum și încetinirea procesului de îmbătrânire.
Armura lui Captain America este antiglonț și este foarte rezistentă la flăcări și explozii de mari dimensiuni.
Arma sa caracteristică este însă scutul său din Vibranium. Acesta are  formă de disc cu un design care amintește de steagul Statelor Unite ale Americii (o stea cu cinci colțuri în centru, în cercuri concentrice albastre, roșii și albe). Scutul este practic indestructibil și este folosit și pe post de bumerang. Însuși președintele Franklin D. Roosevelt i-a dăruit scutul din Vibranium, impenetrabil și indestructibil menit  să-l protejeze pe erou în acțiunile militare. De-a lungul timpului, Captain America a demonstrat că are capacități de lider, fiind un excelent tactician și comandant de teren .

## Inamici și parteneri
Captain America a înfruntat o mulțime de răufăcători în cei peste 70 de ani de publicație. Mulți dintre aceștia sunt întruchipări contrare idealurilor sau simbolurior americane. Spre exemplu, Red Skull,Baron Zemo, Arnim Zola și Crossbones reprezintă  nazismul și neonazismul, terorismul este  întruchipat de organizația HYDRA, iar comunismul de către Aleksander Lukin.
În multe dintre misiunile sale, Captain America a beneficiat de ajutorul unor  sidekicks celebri, precum  Bucky Barnes, Falcon, Black Widow, dar și de ajutorul unor organizatii guvernamentale precum S.H.I.E.L.D, Project: Rebirth sau US Army, ori de alianțe de supereroi (Avengers,Invaders).

## În alte ramuri ale massmediei
Captain America este un simbol pentru valorile democratice americane, motiv pentru care a fost reprezentat în diverse filme, seriale, desene animate, jocuri video, etc.
Prima sa reprezentare cinematică a avut loc în anul 1944, fiind primul erou Marvel care apare într-un film .

### Filme
- Captain America (1944)  [2]
- Captain America (1990) [3]

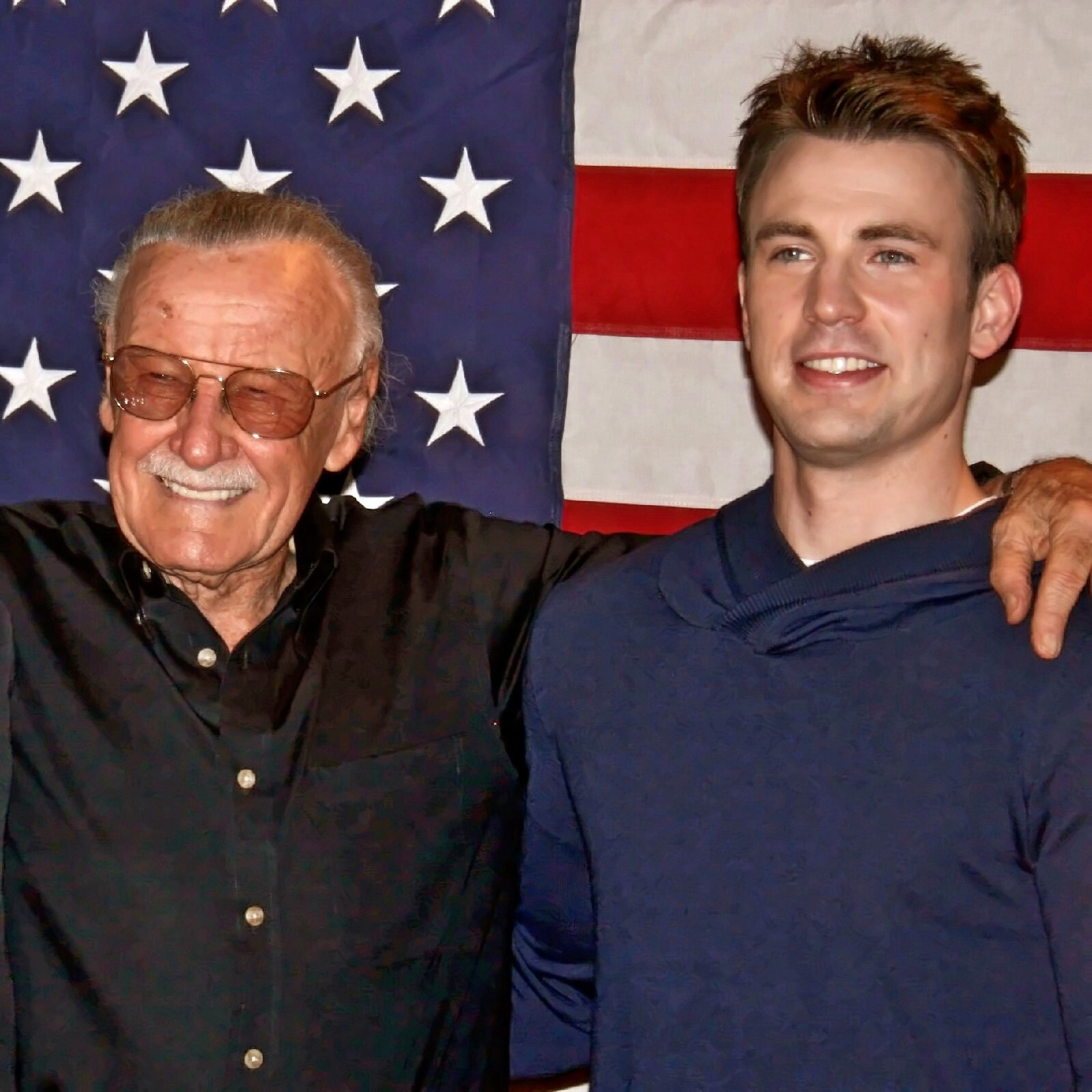
Stan Lee, alături de Chris Evans, actualul Captain America

- Captain America : The First Avenger [4]
- The Avengers
- Căpitanul America: Război civil [5]
- Avengers: Age of Ultron [6]
- Thor: The Dark World
- Captain America: The Winter Soldier [7]

### Animații
- Spider-Man

- Ultimate Avengers

- Iron Man & Captain America: Heroes United

- Ultimare Avengers 2

- Next Avengers: Heroes of Tomorrow